# Peridontopyge
Peridontopyge är ett släkte av mångfotingar. Peridontopyge ingår i familjen Odontopygidae.

## Dottertaxa tillPeridontopyge, i alfabetisk ordning[1]
- Peridontopyge aberrans
- Peridontopyge adornata
- Peridontopyge cinerea
- Peridontopyge clavigera
- Peridontopyge codamini
- Peridontopyge colombi
- Peridontopyge conani
- Peridontopyge condamini
- Peridontopyge cornuta
- Peridontopyge crucifera
- Peridontopyge demangei
- Peridontopyge falemica
- Peridontopyge flavisolea
- Peridontopyge galicheti
- Peridontopyge gasci
- Peridontopyge gracilis
- Peridontopyge guineae
- Peridontopyge junquai
- Peridontopyge leopoldina
- Peridontopyge mauriesi
- Peridontopyge minuta
- Peridontopyge montanus
- Peridontopyge perplicata
- Peridontopyge pervittata
- Peridontopyge poculifera
- Peridontopyge pratensis
- Peridontopyge royi
- Peridontopyge rubescens
- Peridontopyge rubolineata
- Peridontopyge schoutedeni
- Peridontopyge sphaeriopyge
- Peridontopyge spinosissima
- Peridontopyge taeniata
- Peridontopyge togoensis
- Peridontopyge trauni
- Peridontopyge vachoni